# Fulparasi
Fulparasi (nepalski: फुल्पतसी) – gaun wikas samiti w środkowej części Nepalu  w strefie Dźanakpur w dystrykcie Sarlahi. Według nepalskiego spisu powszechnego z 2001 roku liczył on 499 gospodarstw domowych i 3050 mieszkańców (1433 kobiet i 1617 mężczyzn).